# Le Pontet (Vaucluse)
Le Pontet é uma comuna francesa na região administrativa da Provença-Alpes-Costa Azul, no departamento de Vaucluse. Estende-se por uma área de 10,77 km². Em 2010 a comuna tinha 17 414 habitantes (densidade: 1 616,9 hab./km²).